# Veli Školj (Pakoštane)
Veli Školj je nenaseljeni otočić u moru ispred Pakoštana. Od obale je udaljen oko 200 metara.
Površina otoka je 54.900 m2, duljina obalne crte 877 m, a visina 27 metara.

## Vanjske poveznice
|  | Zajednički poslužitelj ima još gradiva o temi Veli Školj (Pakoštane) |